# Beluran Panjang
Beluran Panjang is een bestuurslaag in het regentschap Merangin van de provincie Jambi, Indonesië. Beluran Panjang telt 1268 inwoners (volkstelling 2010).